# Leucauge amanica
Leucauge amanica är en spindelart som beskrevs av Embrik Strand 1907. Leucauge amanica ingår i släktet Leucauge och familjen käkspindlar. Inga underarter finns listade i Catalogue of Life.